# Ладакхские скауты
Ладакхские скауты (хинди लद्दाख स्काउट्स, англ. Ladakh Scouts) — пехотный полк индийской армии, прозванный «Снежные воины» или «Снежные тигры». Был создан 1 июня 1963, после войны с КНР 1962 года, из 8 подразделений, собранных из 7-го и 14-го батальонов Джамму-Кашмирской лёгкой пехоты. Полк специализируется на боях в горах, его основной задачей является защита границ Индии с Китаем в высокогорных районах Ладакхского высокогорья.
Вскоре после создания полк принял участие в войне 1965 с Пакистаном. Также полк одним из первых принял участие в «Операции Виджей» (Каргильской войне 1999 года). Майор Сонам Вангчук стал последним из полка, получившим MVC в этом конфликте. Скауты получили статус настоящего пехотного полка только в 2000 году. В настоящее время полк состоит из 5 батальонов.
В скаутах служат известные спортсмены — Джамьянг Намгьял и Таши Лундуп.